# Formigueret gris
El formigueret gris (Myrmotherula menetriesii) és una espècie d'ocell de la família dels tamnofílids (Thamnophilidae).
Habita la selva pluvial de les terres baixes fins als 1000 m, per l'est dels Andes, des del sud-est de Colòmbia, sud de Veneçuela i Guaiana, cap al sud, a través de l'est d'Equador i de Perú fins al nord i l'est de Bolívia i Brasil amazònic.